# Роверсола (Верона)
Роверсола (итал. Roversola) је насеље у Италији у округу Верона, региону Венето.
Према процени из 2011. у насељу је живело 40 становника. Насеље се налази на надморској висини од 27 м.